# Quedgeley
Quedgeley est une paroisse civile et une ville du Gloucestershire, en Angleterre.